# Ayacucho (partido)
Pour les articles homonymes, voir Ayacucho (homonymie).
Le partido d'Ayacucho est une subdivision de la province argentine de Buenos Aires. Fondé en 1865, son chef-lieu est Ayacucho.